# Kelvion
Kelvion mit Hauptsitz in Herne ist ein internationaler Hersteller von industriell genutzten Wärmetauschern für unterschiedlichste Marktsegmente. Als Teil der ehemaligen GEA Heat Exchangers gehörte Kelvion bis zum 31. Oktober 2014 zur GEA Group.

## Unternehmensprofil
Kelvion hat seinen Hauptsitz in Herne, Deutschland. Mit 47 weltweiten Vertriebs- und Produktionsstandorten ist Kelvion ein international tätiger Hersteller von industriell genutzten Wärmetauschern für unterschiedlichste Marktsegmente. Das Unternehmen beschäftigt weltweit ca. 6000 Mitarbeiter.
Der Name Kelvion ist eine Hommage an Lord Kelvin, der die Gesetze der Thermodynamik formulierte.
Zu den Tochterfirmen gehört unter anderem die Kelvion PHE mit Sitz in Sarstedt.

## Geschichte
Die Ursprünge von Kelvion gehen bis in das Jahr 1920 zurück, als Otto Happel die Gesellschaft für Entstaubungsanlagen mbH, kurz GEA, gründete. In den ersten Jahrzehnten hat das Unternehmen seine Geschäftsaktivitäten im Bereich Wärmetausch stark ausgeweitet, führte die Branche früh mit seinen Innovationen im Bereich Wärmetechnik an und setzte Maßstäbe bei technologischen Standards.
1999 wurde GEA von der mg technologies (Nachfolgerin der Metallgesellschaft) aufgekauft, die 2005 in GEA Group AG umbenannt wurde.
2010 bündelte GEA seine gesamten Wärmetauscher-Aktivitäten in einem Segment GEA Heat Exchangers („HX“). Die GEA Heat Exchangers GmbH bildete die Holding-Gesellschaft dieses Segments.
Am 20. Juni 2013 gab die GEA Group bekannt, sich von dem Segment GEA Heat Exchangers zu trennen. Ab dem 1. Januar 2014 fungierte die HX Holding GmbH als Holding-Gesellschaft des Segments.
Im April 2014 wurde der Verkauf des Segments GEA Heat Exchangers an die deutsch-schwedische Private-Equity-Gesellschaft Triton Partners mit Wirkung zum 1. November 2014 bekannt gegeben. Am 31. Oktober 2014 wurde der Verkauf mit wirtschaftlicher Wirkung zum 1. Januar 2014 erfolgreich vollzogen.
Am 9. November 2015 gab die HX Holding GmbH den neuen Namen Kelvion für seinen Geschäftsbereich Wärmetauscher bekannt. Die übrigen Geschäftsbereiche des ehemaligen Segments GEA Heat Exchangers werden unter anderen Namen und einem anderen Marktauftritt tätig sein:
- DencoHappel bündelt den Bereich der Heizungs-, Lüftungs- und Klimatechnik
- Enexio konzentriert sich auf den Bereich der Kühlturm-Komponenten sowie auf die Asche- und Wasserbehandlung

2018 wurde Rocore, ein Hersteller und Lieferant von Heat-Exchange-Produkten in den USA, im September offiziell ein Teil der Kelvion-Gruppe. Triton Partners hatte das Unternehmen bereits im Oktober des Vorjahres erworben.

## Produkte
Zu den Produkten von Kelvion zählen Plattenwärmetauscher, Kompakt-Rippenrohrwärmetauscher, Einzelrohrwärmetauscher, Rohrbündelwärmetauscher, Transformator-Kühlsysteme und Kühltürme. Hiermit bedient das Unternehmen Marktsegmente aus den Bereichen Energieerzeugung, Chemie-Industrie, Marine-Industrie, Schwerindustrie, Klima- und Umwelttechnik, Nahrungsmittelindustrie und Zuckerverarbeitung, Kältetechnik sowie Transportwesen.